# Mark Gibbon
Mark J. Gibbon ist ein kanadischer Schauspieler, Stuntman und Synchronsprecher.

## Leben
Gibbon ist seit Anfang der 1990er Jahre als Schauspieler und Synchronsprecher tätig. 2001 war er im Fernsehzweiteiler Die Unicorn und der Aufstand der Elfen als Minotauros zu sehen. 2008 spielte er die Rolle des Rusty Nail in Joy Ride 2: Dead Ahead, 2009 spielte er die Rolle des Little John im Film Robin Hood: Beyond Sherwood Forest. Er übernahm in Realverfilmungen zur Zeichentrickserie Cosmo & Wanda – Wenn Elfen helfen die Rolle des Jean-Claude van Ramme. So war er 2011 in Ein Cosmo & Wanda Movie: Werd’ erwachsen Timmy Turner!, 2012 in Cosmo & Wanda – Ziemlich verrückte Weihnachten und 2014 in Cosmo & Wanda – Auwei Hawaii! in dieser Rolle zu sehen. 2013 stellte er eine Nebenrolle in The Package – Killer Games dar. 2014 war er in der Rolle des Irgun neben Vin Diesel in Riddick: Chroniken eines Kriegers zu sehen. 2017 stellte er in einer Episode der Fernsehserie Supergirl die Rolle des General Zod dar.
In der Funktion eines Synchronsprechers lieh er 2008 im Zeichentrickfilm Abenteuer in Jerusalem – Jesus und die Tiere seine Stimme. Er war außerdem auch in Animes wie MegaMan NT Warrior, Inu Yasha, Shakugan no Shana oder Mobile Suit Gundam 00 zu hören.

## Filmografie (Auswahl)

### Schauspiel
- 1993: Absturz in die weiße Hölle (Ordeal in the Arctic, Fernsehfilm)
- 1994: Road to Saddle River
- 1996: Akte X – Die unheimlichen Fälle des FBI (The X-Files, Fernsehserie, Episode 4x10)
- 1997: Gefangene des Hasses (Convictions, Fernsehfilm)
- 1997–1998: Stargate – Kommando SG-1 (Stargate SG-1, Fernsehserie, 2 Episoden)
- 1997–2000: Outer Limits – Die unbekannte Dimension (The Outer Limits, Fernsehserie, 3 Episoden, verschiedene Rollen)
- 1998: Dead Man's Gun (Fernsehserie, Episode 2x03)
- 1998: The Inspectors – Der Tod kommt mit der Post (The Inspectors, Fernsehfilm)
- 1998: The Crow – Die Serie (The Crow: Stairway to Heaven, Fernsehserie, Episode 1x07)
- 1998: First Wave – Die Prophezeiung (First Wave, Fernsehserie, 2 Episoden, verschiedene Rollen)
- 1999: Das Netz – Todesfalle Internet (The Net, Fernsehserie, Episode 1x21)
- 1999: Shadow Warriors II: Hunt for the Death Merchant (Fernsehfilm)
- 1999: Y2K
- 1999: Seven Days – Das Tor zur Zeit (Seven Days, Fernsehserie, Episode 2x01)
- 1999: Erdbeben-Inferno: Wenn die Welt untergeht (Aftershock: Earthquake in New York, Fernsehfilm)
- 2000: Epicenter – Wenn die Erde bebt (Epicenter)
- 2000: The 6th Day
- 2000: Call of the Wild (Fernsehserie, 3 Episoden, verschiedene Rollen)
- 2000: 1132 Pleasant Street
- 2001: Dark Angel (Fernsehserie, 2 Episoden)
- 2001: Crime is King (3000 Miles to Graceland)
- 2001: Die Unicorn und der Aufstand der Elfen (Voyage of the Unicorn, Fernsehfilm)
- 2001: Die einsamen Schützen (The Lone Gunmen, Fernsehserie, Episode 1x01)
- 2001: Stumme Schreie im See II (Return to Cabin by the Lake, Fernsehfilm)
- 2001–2002: Smallville (Fernsehserie, 3 Episoden)
- 2002: The Chris Isaak Show (Fernsehserie, Episode 2x03)
- 2003: Gefangene der Zeit (A Wrinkle in Time, Fernsehfilm)
- 2003: Almost Legal – Echte Jungs machen’s selbst (National Lampoon’s Barely Legal / After School Special)
- 2004: Andromeda (Gene Roddenberry’s Andromeda, Fernsehserie, Episode 4x17)
- 2004: Riddick: Chroniken eines Kriegers (The Chronicles of Riddick)
- 2004: Stargate – Kommando SG-1 (Stargate SG-1, Fernsehserie, 2 Episoden)
- 2004: Auf kalter Spur (Cold Squad, Fernsehserie, Episode 7x04)
- 2005: Stargate Atlantis (Fernsehserie, Episode 2x15)
- 2005: 4400 – Die Rückkehrer (The 4400, Fernsehserie, Episode 2x10)
- 2006: Love and Lies
- 2006: Totally Awesome – Total abgefahren (Totally Awesome, Fernsehfilm)
- 2006: Trapped! (Fernsehfilm)
- 2006: Merlin 2 – Der letzte Zauberer (Merlin’s Apprentice, Fernsehfilm)
- 2007: 4400 – Die Rückkehrer (The 4400, Fernsehserie, Episode 4x02)
- 2007: Flash Gordon (Fernsehserie, Episode 1x02)
- 2007: Battle in Seattle
- 2008: Psych (Fernsehserie, Episode 3x04)
- 2008: Joy Ride 2: Dead Ahead
- 2008: Sanctuary – Wächter der Kreaturen (Sanctuary, Fernsehserie, Episode 1x12)
- 2009: Knights of Bloodsteel (Fernsehfilm)
- 2009: Harper’s Island (Fernsehserie, Episode 1x04)
- 2009: Robin Hood: Beyond Sherwood Forest (Beyond Sherwood Forest, Fernsehfilm)
- 2010: Smallville (Fernsehserie, Episode 9x18)
- 2011: Shattered (Fernsehserie, Episode 1x10)
- 2011: Ein Cosmo & Wanda Movie: Werd’ erwachsen Timmy Turner! (A Fairly Odd Movie: Grow Up, Timmy Turner!, Fernsehfilm)
- 2011: Once Upon a Time – Es war einmal … (Once Upon a Time – Es war einmal …, Fernsehserie, Episode 1x03)
- 2012: Underworld: Awakening
- 2012: Level Up (Fernsehserie, Episode 1x01)
- 2012: Continuum (Fernsehserie, Episode 1x06)
- 2012: Cosmo & Wanda – Ziemlich verrückte Weihnachten (A Fairly Odd Christmas, Fernsehfilm)
- 2012: The Package – Killer Games (The Package)
- 2013: Man of Steel
- 2013: Arrow (Fernsehserie, Episode 2x06)
- 2013: Spooksville (Fernsehserie, Episode 1x08)
- 2014: Once Upon a Time – Es war einmal … (Once Upon a Time – Es war einmal …, Fernsehserie, Episode 3x22)
- 2014: Cosmo & Wanda – Auwei Hawaii! (A Fairly Odd Summer, Fernsehfilm)
- 2015: The P.I. Experiment (Fernsehfilm)
- 2016: The 100 (Fernsehserie, 2 Episoden, verschiedene Rollen)
- 2017: Rogue (Fernsehserie, Episode 4x04)
- 2017: Supergirl (Fernsehserie, Episode 2x22)
- 2017: Somewhere Between (Fernsehserie, Episode 1x06)
- 2017: Christmas Homecoming (Fernsehfilm)
- 2018: Riverdale (Fernsehserie, 2 Episoden)
- 2018: Ice (Fernsehserie, Episode 2x05)
- 2019: Batwoman (Fernsehserie, Episode 1x06)
- 2020: The Magicians (Fernsehserie, Episode 5x03)
- 2020: Gabby Duran und die Unbezähmbaren (Gabby Duran & the Unsittables, Fernsehserie, Episode 1x20)
- 2021: The Stand – Das letzte Gefecht (The Stand, Fernsehserie, 2 Episoden)
- 2021: Home Before Dark (Fernsehserie, 8 Episoden)
- 2021: Aurora Teagarden Mysteries (Fernsehserie, Episode 1x17)
- 2021: The Lost Symbol (Fernsehserie, 4 Episoden)

### Stunts
- 2010: The Final Storm (Final Storm)
- 2016: Warcraft: The Beginning (Warcraft)

## Synchronisationen (Auswahl)
- 1996–1997: Key: The Metal Idol (KEY THE METAL IDOL, Zeichentrickserie, 5 Episoden)
- 1999: Spider-Man Unlimited (Zeichentrickserie, Episode 1x01)
- 1999–2001: NASCAR Racers (Zeichentrickserie, 26 Episoden)
- 2001: MegaMan NT Warrior (ロックマンエグゼ/MegaMan: NT Warrior, Zeichentrickserie)
- 2002: Tokyo Underground (東京アンダーグラウンド/Tokyo andâguraundo, Zeichentrickserie, 7 Episoden)
- 2002–2003: He-Man and the Masters of the Universe (Zeichentrickserie, 3 Episoden)
- 2003: Inu Yasha (戦国御伽草子「犬夜叉」/Sengoku Otogizōshi „Inuyasha“, Zeichentrickserie, 9 Episoden)
- 2003: X-Men Evolution – Die Mutanten (X-Men: Evolution, Zeichentrickserie, Episode 4x03)
- 2003: Mobile Suit Gundam: Encounters in Space (Kidô senshi Gandamu: Meguriai sora, Computerspiel)
- 2005: Starship Operators (スターシップ・オペレーターズ/Stâshippu operêtâzu, Zeichentrickserie, 3 Episoden)
- 2005: Tetsujin 28 (鉄人28号/Tetsujin niju-hachigo)
- 2005: Marvel Nemesis: Rise of the Imperfects (Computerspiel)
- 2005: Ghost in the Shell: Stand Alone Complex (Kôkaku kidôtai: Stand alone complex – The laughing man, Zeichentrickfilm)
- 2005: Devil Kings (Computerspiel)
- 2006: Shakugan no Shana (灼眼のシャナ/Shakugan no Shana, Zeichentrickserie, 3 Episoden)
- 2006: Ghost in the Shell: S.A.C. 2nd GIG (Kôkaku kidôtai: S.A.C. 2nd GIG – Individual eleven, Zeichentrickfilm)
- 2006: Black Lagoon (ブラック・ラグーン/Black Lagoon, Zeichentrickserie, 3 Episoden)
- 2006: Fantastic Four: World’s Greatest Heroes (Zeichentrickserie, Episode 1x04)
- 2008: Abenteuer in Jerusalem – Jesus und die Tiere (At Jesus’ Side, Zeichentrickfilm)
- 2008: Mobile Suit Gundam 00 (機動戦士ガンダム00/Kidō Senshi Gandamu Daburu Ō, Zeichentrickserie, 4 Episoden)
- 2009–2012: Iron Man – Die Zukunft beginnt (Iron Man: Armored Adventures, Zeichentrickserie, 3 Episoden)
- 2010: Tom Clancy’s Ghost Recon (Computerspiel)
- 2011: Thor: Tales of Asgard (Computerspiel)
- 2013: Dead Rising 3 (Computerspiel)
- 2016: Dead Rising 4 (Computerspiel)
- 2017: My Little Pony – Freundschaft ist Magie (My Little Pony: Friendship is Magic, Zeichentrickserie, Episode 7x05)
- 2017: Puzzle Fighter (Computerspiel)
- 2018: Zoids Wild (Zeichentrickserie, 2 Episoden)
- 2020: A Babysitter's Guide to Monster Hunting